# Alonso Valiente
Alonso Valiente (Medina de las Torres 1482? - Nueva España 1564?) fue un conquistador español. Era primo y secretario de Hernán Cortés. Fue uno de los primeros alguaciles mayores de la Ciudad de México. También fue el primer encomendero de Tecamachalco. Además fue alcalde y fundador de la ciudad Puebla de los Ángeles.

## Conquistador
Alonso Valiente viajó por primera vez al Nuevo Mundo con la última expedición de Cristóbal Colón al continente. Llegó a Santo Domingo en 1508 con Don Diego Colón. Valiente fue uno de los conquistadores de Higüey en República Dominicana y de Borinquen (que Cristóbal Colón bautizó San Juan Bautista) en lo que hoy conocemos como Puerto Rico
.
Allí permaneció desde 1509 hasta 1521. Él, su hogar, y sesenta españoles que él designó, llegaron a la Ciudad de México, tan sólo cuatro meses después de la toma española de la ciudad. Valiente participó en la conquista de Michoacán y Pánuco. En 1524 fue también parte de la expedición de Cortés a Hibueras (Honduras). Esto es evidente en el nombramiento de Bernal Díaz del Castillo como capitán, documento firmado por Alonso Valiente. Allí, Valiente contribuyó a la conquista de las tres islas de Guanaja, en la costa norte de Honduras. Los habitantes de estas islas contaron que la tripulación de un buque procedente de lo que hoy se conoce como Cuba, había capturado y esclavizado a más de sesenta personas. Probablemente siendo fiel a las Leyes de Burgos, Cortés ordenó entonces a Valiente y otros armar una expedición para ir rescatar a estas personas. Cortés le dio un bergantín y la mejor artillería que tenía disponible. La expedición de Valiente no logró capturar a los esclavistas. Sin embargo, se supo que el buque esclavista fue enviado originalmente desde Santo Domingo con otros propósitos, pero el capitán cambió de planes durante el recorrido, al darse cuenta de que podía capturar esclavos y obtener una ganancia económica. Alonso Valiente es también uno de los descubridores del Canal viejo de Bahama. Valiente también participó en la conquista de Chametla en la Nueva Galicia, ahora parte de México.
Valiente ocupó una serie de puestos oficiales, además de actuar como secretario de su pariente Hernán Cortés. Su servicio se cuenta en su escudo de armas con citación de 26 de noviembre de 1547. En la década de 1520 Valiente era considerado un vecino de Medellín (España), Veracruz y Ciudad de México al mismo tiempo. En 1547 él era un ciudadano de Ciudad de México y Puebla, ciudad que él contribuyó a fundar.

## Familia y vida en el Nuevo Mundo
Valiente llegó a México con su primera esposa, Juana Mansilla (p. 648). Las fuentes indican que Valiente no obtuvo una nueva esposa hasta alrededor de 1555. Sin embargo, no existe ningún registro sobre la muerte de Mancilla, o cualquier otra forma de disolución del matrimonio. Se cree que Doña Juana falleció durante la década de 1550. (p. 359)
Juana de Mancilla se recuerda de los relatos de su castigo en la Ciudad de México, cuando fue sospechosa de brujería. Esta sospecha surgió cuando se le instó a casarse con otro hombre por el factor de la colonia, quien creía que Valiente y todos los participantes en una de las expediciones de Cortés, habían muerto. Sin embargo, Mancilla afirmó estar segura de que Valiente y todos los integrantes de la expedición estaban vivos. Por ello se mantuvo fiel a Valiente. Debido a esto, el factor decidió mandar a azotarla, habiendo interpretado su fe como hechicería. Más tarde, el factor colonial recibió noticia que certificaba que Valiente y todos los otros conquistadores estaban de hecho con vida. Cuando el factor comprendió que había cometido un error, emitió una disculpa y decidió pedir a todos los caballeros de la colonia montar sus caballos en las calles, en honor a Juana de Mancilla. A partir de entonces, fue conocida como Doña Señora Juana de Mancilla. (p. 221)
Cortés concedió a Valiente la encomienda de Tecamachalco en 1523. Esta propiedad fue valorada en 3,300 pesos en 1560. Valiente vivió en la Ciudad de México desde 1526 hasta 1542. En 1527 estaba registrado como residente de Medellín (España). En este momento, también fungía como el abogado de los conquistadores Luis Ponce de León y Alonso de Ávila. También fue residente y el alcalde de Puebla desde 1542 hasta 1555. Al mismo tiempo es conocido que Alonso Valiente tuvo tierras en Oaxtepec.
Valiente construyó casas cerca del convento de la Concepción (México). Estas casas fueron gozadas por Francisco de Peralta en 1558. Este año, Alonso Valiente fue referido a la Santa Inquisición, por haber dicho que la simple fornicación no es un pecado mortal.
Estuvo presente en el matrimonio de Juan Jaramillo y doña Marina, y fue testigo en el matrimonio de María Jaramillo y Luis de Quesada en 1546.
Junto con Juan Altamirano, Alonso Valiente permaneció en México durante el primer viaje de Cortés a España. Tanto Altamirano como Valiente fungieron como representantes legales de Hernán Cortés durante su ausencia de México.
Alonso Valiente tuvo una segunda esposa llamada Melchora de Aberrucia, con quien no tuvo hijos. Vivió con ella en lo que es hoy la ciudad de Puebla, convirtiéndose en uno de los fundadores de la ciudad y uno de sus primeros gobernadores.

## Cultura popular
También se sabe que Alonso Valiente compró un esclavo, quien fue adquirido inicialmente por los portugueses en el noroeste de África, probablemente en el Magreb. Alonso Valiente bautizó al esclavo, poniéndole el nombre cristiano de Juan Valiente. Alonso también llevó a Juan a España y, finalmente, le permitió viajar a América del Sur junto con Pedro de Alvarado, de modo que Juan también pudiera probar su suerte como un conquistador. Luego, Juan Valiente se unió a Pedro de Almagro y posteriormente, a Pedro de Valdivia. Juan Valiente se conoce popularmente como uno de los pocos afro-conquistadores en el Nuevo Mundo. Juan Valiente contribuyó al establecimiento de Santiago de Chile. Vivió como un hombre libre en Chile. Juan Valiente nunca cumplió con su contrato de pagar a su dueño por su libertad, aunque intentó hacerlo. Alonso Valiente insistió en recuperar su dinero, pero Juan Valiente no pudo pagar por su libertad debido a complicaciones en el envío de los pagos a Nueva España. Finalmente, Juan Valiente murió en Tucapel, Chile en 1553.
Alonso Valiente también se conoce como el primer propietario de "La casa del conde" en Tecamachalco, una de sus encomiendas. Después de la muerte de Alonso Valiente, la casa quedó en manos de la segunda esposa de Alonso Valiente, Melchora de Aberrucia, quien volvió a casarse, con Rodrigo de Vivero y Velasco, un pariente del segundo virrey de Nueva España, Luis de Velasco. El hijo de Melchora Aberrucia y Rodrigo de Vivero y Velasco, Rodrigo de Vivero y Aberrucia se convirtió posteriormente en el primer conde del Valle de Orizaba. Desde entonces, la casa se ha conocido popularmente como "La casa del conde".
El Capitán Valiente fue una serie española de cuadernillos de aventuras publicada en 1957. La serie fue ilustrada por Manuel Gago García con un guion de Pedro Quesada y estaba libremente basada en el personaje de Alonso Valiente.